# 国重正文
国重 正文（くにしげ まさぶみ、1840年11月30日〈天保11年10月15日〉 - 1901年〈明治34年〉10月27日）は、幕末の長州藩士、明治期の内務官僚・教育者・神職。官選富山県知事。通称・徳次郎、篤次郎。漢詩・書に堪能で、半山と号した。

## 経歴
長門国阿武郡萩土原（現山口県萩市）で、安芸武田氏の流れを汲む長州藩大組士・国重三郎兵衛恒升の長男として生まれた。藩校・萩明倫館で学ぶとともに、吉田松陰からも山鹿流兵学を学んだ。文久元年（1861年）家督を継ぎ浜崎代官に就任。さらに、当島代官、大組物頭御軍制総掛、山口明倫館頭人役を歴任した。
維新鴻業で果たした役割として夙に知られる事跡は少ないものの、滋賀県大津市の円満院門跡坊官西坊家では、第8代当主暹胤の後室由里の実兄で第9代当主七造の実父が国重正文であるとしており、西坊家に伝わる口伝として①京都の池田屋事件の時には新選組より逃れた一人である②明治維新の頃には桂小五郎と一緒に行動していた――等の秘話を伝えている。国重正文が桂小五郎と一緒に行動していたことは『木戸孝允文書』（日本史籍協会叢書）等で裏付けられる。
明治2年（1869年）、吉田県令（現山口県下関北部）に就任。明治5年（1872年）、明治政府に出仕し、京都府少参事、権参事、参事、大書記官などを歴任。
明治16年（1883年）5月、富山県の新置とともに富山県令に登用され、石川県からの分離独立運動の根拠とされた治水や土木事業に取り組んだ他、教育の充実にも努め、明治17年（1884年）には財政難から反対意見も根強い中、中学校設置を提案。民間からの寄付も仰ぎ、明治18年（1885年）1月の富山県中学校（現富山県立富山高等学校）の開校にこぎ着けた。明治19年（1886年）7月、地方官官制改正に伴い同県知事となる。
明治21年（1888年）10月、内務省社寺局長に転身。明治26年（1893年）6月1日、同省を依願免本官。以後、國學院院長、帝室博物館理事・歴史美術工芸部長、帝国奈良博物館理事を経て、明治32年（1899年）1月26日伏見稲荷大社宮司となり、在任中に死去した。享年61歳。墓所は京都市の黄梅院にある。法号は正徳院殿文宗半山大居士。

## 栄典・受章・受賞
位階
- 明治16年（1883年）06月28日 - 従五位[12]
- 明治25年（1892年）02月22日 - 正五位[13]
- 明治26年（1893年）06月20日 - 従四位[14]
- 明治34年（1901年）10月26日 - 正四位[15]

勲章等
- 明治16年（1883年）11月01日 - 勲六等単光旭日章[16]
- 明治22年（1889年）06月19日 - 勲五等瑞宝章[17]
- 明治22年（1889年）11月29日 - 大日本帝国憲法発布記念章[18]

## 松桜閣
松桜閣（しょうおうかく）は、富山県黒部市若栗2774の天真寺内にある、富山市から移築された国重正文の元私邸である。邸宅であった松桜閣は「北陸の銀閣」と呼ばれ、黒部市の有形文化財（建造物）に、邸宅の前に広がる、邸宅移築後に造園された日本庭園「松桜閣庭園」（琵琶湖を模した池を中心とした庭園で、城川久治が1931年（昭和6年） - 1932年（昭和7年）にかけて作り上げた）は、黒部市の名勝に指定されている。
北陸新幹線黒部宇奈月温泉駅から約250mの場所に位置している。